# Durrow (County Offaly)
Durrow (irisch Darú, älter Darmhagh Cholm Cille, „Eichenebene des Hl. Columban“) ist ein kleines Dorf im County Offaly im Zentrum der Republik Irland. 

## Der Ort
Durrow liegt etwa sechs Kilometer nördlich von Tullamore im Norden des County Offaly an der Grenze zum County Westmeath. Der River Brosna bildet nördlich von Durrow die Grenze.
Durch den Ort führt die N52 von Tullamore nach Kilbeggan (zur M6). 

## Geschichte
Etwas weniger als ein Kilometer südwestlich der heutigen Siedlung liegen die Reste von Durrow Abbey. Gegründet wurde das Kloster der Legende nach von Columban von Iona um 550 oder 580 gegründet. Von dem früheren Kloster sind einige Begräbnisstätten und Grundrisse erhalten. Das Book of Durrow war möglicherweise hier zwischen 650 und 700 geschrieben worden. Nachweislich befand es sich hier 916. Heute befindet es sich in der Bibliothek des Trinity College Dublin. 
In einer Nacht 1054 wurde vom Kloster aus beobachtet, dass ein Stern erschien. Dabei handelte es sich vermutlich um die Supernova 1054.
Nahe dem Kloster ließ Hugh de Lacy 1180 eine Motte errichten. 1186 wurde er hier ermordet. 
1839 wurde an gleicher Stelle Hector Graham-Toler, 2. Earl of Norbury, erschossen.
Auf dem Gelände befinden sich noch zwei Gebäude: Das Durrow Abbey House aus den 1920er Jahren und eine weitere Columbanuskirche aus dem 18./19. Jahrhundert.
1992 erhielt das Ehepaar Patrick und Sheila O’Brien die Erlaubnis, hier einen Golfplatz zu errichten. Dies wurde jedoch nicht umgesetzt. Der Plan lebte 2000 noch einmal auf, wurde jedoch nicht genehmigt. 

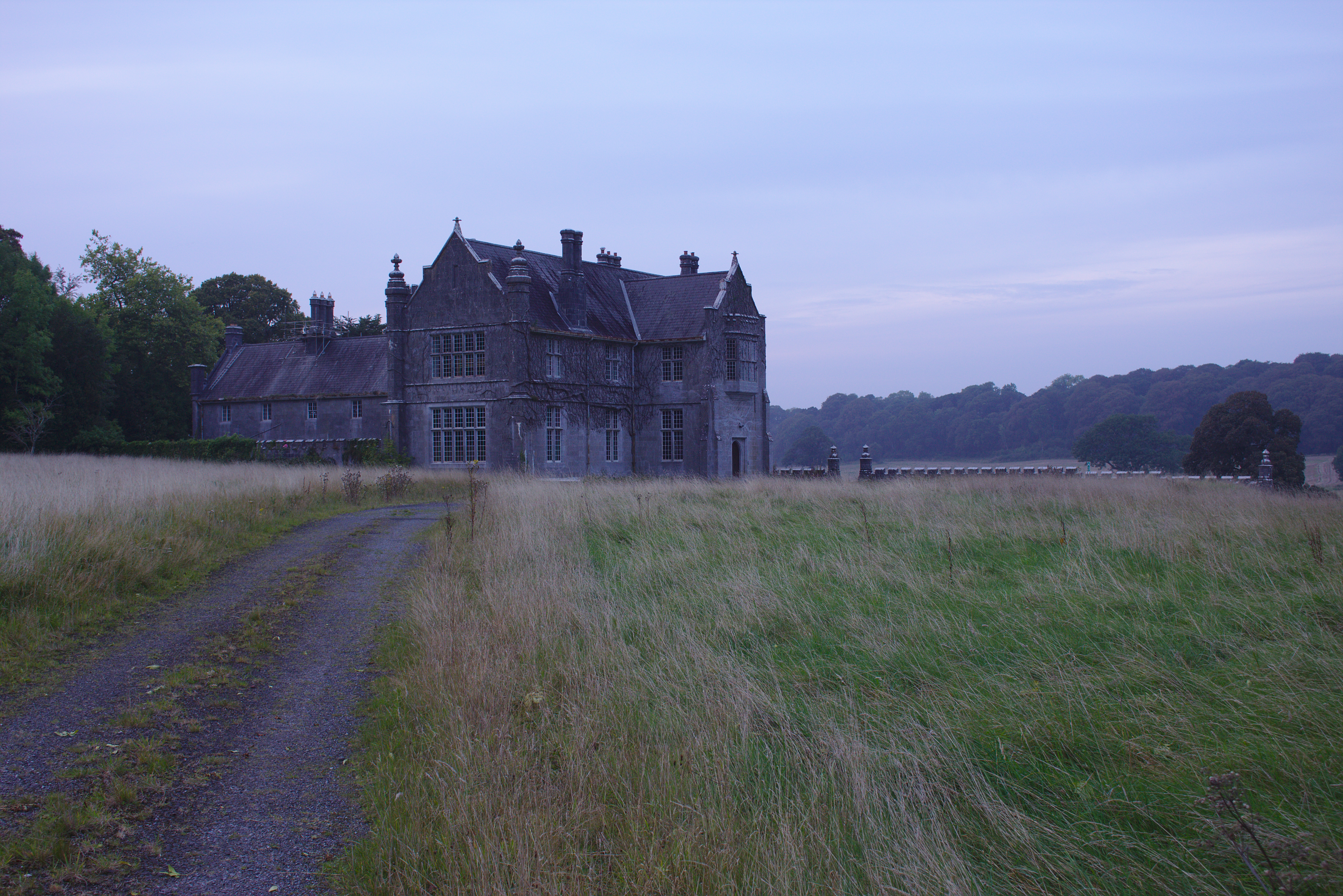
Durrow Abbey House

## Sehenswürdigkeiten

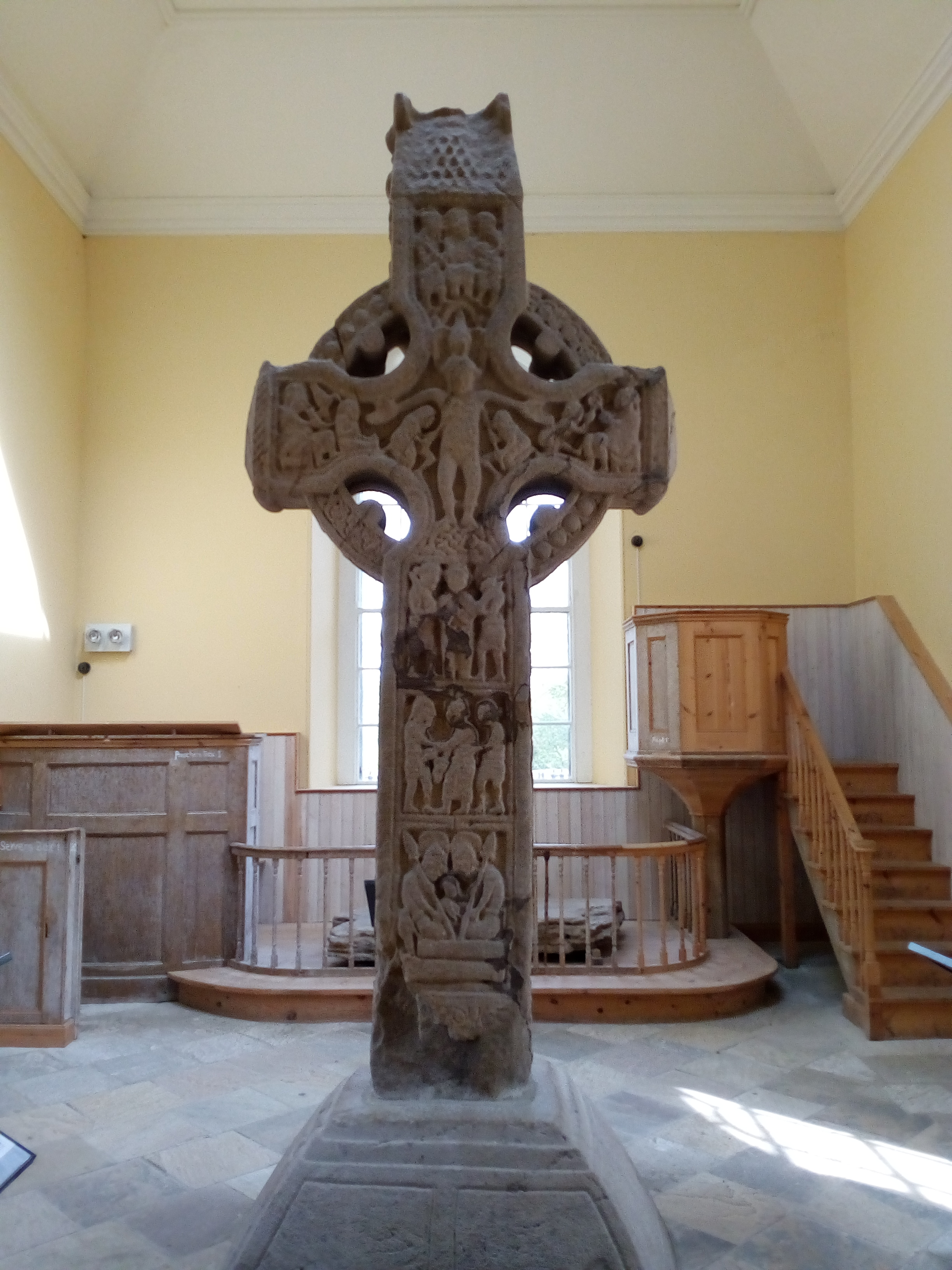
Hochkreuz

Ein über 3 m hohes, dekoriertes Hochkreuz stand bis vor wenigen Jahren auf dem Friedhof und wurde dann in der nahen Kirche aufgestellt.